# NGC 5490
NGC 5490 (również PGC 50558 lub UGC 9058) – galaktyka eliptyczna (E), znajdująca się w gwiazdozbiorze Wolarza. Odkrył ją William Herschel 14 marca 1784 roku. Jest zaliczana do radiogalaktyk.
W galaktyce tej zaobserwowano supernową SN 1997cn.